# Quintus Caecilius Metellus Pius Scipio Nasica
Pour les articles homonymes, voir Caecilii Metelli et Scipion.
Quintus Caecilius Metellus Pius Scipio Nasica (Q.Caecilius, Q.f.Metellus Pius Scipio), dit Metellus Scipion était un homme politique romain, mort en 46 av. J.-C. Il fut tribun de la plèbe en 59 av. J.-C. et consul en 52 av. J.-C. Beau-père de Pompée, qui épousa en cinquièmes noces sa fille Cornelia Metella, il fut un farouche ennemi de Jules César contre lequel il dirigera les troupes optimates à la bataille de Thapsus.

## Biographie
Né Publius Scipio Nasica, il fut adopté par Quintus Metellus Pius.
Il est pour la première fois mentionné en 63 av. J.-C. alors qu'il apporte à Cicéron, avec Crassus, des lettres relatives à la conjuration de Catilina.
Candidat au consulat en 53 av. J.-C., contre le parti de Milon, il prend part aux violents troubles factieux de Rome exacerbés par les compétitions électorales. À la mort de Clodius Pulcher, ces troubles dégénèrent en quasi anarchie et Pompée, qui est à l'origine de ces troubles dans le but de contrer le pouvoir grandissant de César, est nommé consul sine collega (consul sans collègue) par le sénat en 52 av. J.-C.. 
Cependant, le 1er août -52, Pompée partage le pouvoir avec son beau-père.
Un des premiers actes de Metellus en tant que consul est de revenir sur la loi qui rétablissait les pouvoirs censoriaux.
Virulent opposant à César, il soutient fortement le consul Lentulus lorsqu'il réclame, en 49 av. J.-C., que César soit déclaré ennemi de l'État et que son armée soit dissoute. César ayant pris les armes contre le Sénat et ayant franchi le Rubicon, Metellus est nommé à la tête de la province de Syrie. César décrit sévèrement son action à la tête de cette province, considérant que les exactions y succèdent aux extorsions de toutes sortes dans un climat d'arbitraire et d'oppression. Fort de sa fortune, Metellus Scipion lève d'importantes troupes qu'il joint à l'armée de Pompée. Ce dernier en partage le commandement avec Metellus qui dirigera le centre de l'armée durant la bataille de Pharsale, en 48 av. J.-C.
Après cette défaite, Metellus s'enfuit en Afrique où tente de se reconstituer le parti de Pompée, malgré la mort de ce dernier, autour de l'armée d'Attius Varus, aidé par le roi numide Juba Ier. 
Grâce à Caton d'Utique, Metellus obtient le commandement de l'armée et administre l'Afrique d'une manière aussi oppressive qu'il l'avait fait pour la Syrie. 
César, arrivé en Afrique fin 47 av. J.-C., rencontre les troupes pompéiennes dirigées par Metellus et Caton à la décisive bataille de Thapsus en avril 46 av. J.-C. Après cette nouvelle défaite, Metellus tente de rejoindre l'Espagne à la tête d'une petite flotte mais des vents contraires le ramenèrent vers Hippo Regius où il tombe sur la flotte de P. Sittius, partisan de César. Dans l'impossibilité de s'enfuir, il se poignarde. Appien raconte ainsi sa mort (II, 14) :...il combattit contre eux avec vaillance, jusqu'à ce qu’il vit que les ennemis remportaient la victoire. Alors il s’occit et se jeta volontairement dans la mer. Robert Garnier a aussi relaté cette mort dans Cornélie (V, 1817-1824) :
Il n'avoit achevé que d'une main cruelle
Il se la plante au corps jusques à la pommelle,
Le sang chaud et fumeux sortit en bouillonnant
Je le vey chanceler, j'accours incontinent,
Et le cuide embrasser, mais luy craignant de vivre
Es mains de l'ennemy, qui le venoit poursuivre
S'avance sur le bord, et, roidissant les bras,
Se jette dans la mer la teste contre bas.

## Dans la culture populaire
Dans l'album d'Astérix Astérix légionnaire, c'est l'intrusion dans son camp d'Astérix et Obélix qui force Scipion à engager le combat avec César, qui est sorti de son camp de manière impromptue (lui aussi en raison des agissements des deux Gaulois).
Dans la série Rome, il apparaît sous les traits de l'acteur britannique Paul Jesson.

## Sources
- Smith, Dictionary of Greek and Roman Biography and Mythology, v. 2, page 1062
- Plutarque, Cicéron, 15
- Dion Cassius, Livre XL, 51, XLIII, 9
- Appien, Bellum ciuile, II, 24,25, 60, 76, 87, 95—100
- César, De bello ciuili, I, 1—4, III, 31—33, 36, 57, 82, 83